# Stibara
Stibara – rodzaj chrząszczy z rodziny kózkowatych i podrodziny zgrzypikowych.

## Zasięg występowania
Przedstawiciele tego rodzaju występują na Subkontynencie Indyjskim, w Azji Południowo-Wschodniej oraz południowych Chinach.

## Systematyka
Do Stibara należy 14 gatunków i 2 podrodzaje:
- Podrodzaj: Stibara Hope, 1840
  - Stibara apicalis
  - Stibara cambodiensis
  - Stibara dichroma
  - Stibara humeralis
  - Stibara lateralis
  - Stibara morbillosa
  - Stibara nigricornis
  - Stibara nigrovittata
  - Stibara rufina
  - Stibara subpunctata
  - Stibara suturalis
  - Stibara tetraspilota
  - Stibara tricolor
- Podrodzaj: Tristibara Breuning, 1954
  - Stibara  trilineata.